# Epsilon Trianguli Australis
Epsilon Trianguli Australis (ε TrA, ε Trianguli Australis) é a quinta estrela mais brilhante da constelação de Triangulum Australe, com uma magnitude aparente de 4,11. Com base em medições de paralaxe, está localizada a aproximadamente 202 anos-luz (61,8 parsecs) da Terra. É uma gigante laranja com uma classificação estelar de K1.5 III e uma temperatura efetiva de 4 444 K. Seu diâmetro angular, após correções de escurecimento de bordo, é de 2,56 milissegundos de arco, o que corresponde a um raio de 17 vezes o raio solar.
Epsilon Trianguli Australis forma uma binária visual com uma estrela de classe A a uma distância angular de 83,2 segundos de arco na esfera celeste. Essa estrela já foi considerada uma companheira física, mas sua paralaxe medida pela sonda Gaia indica que está muito mais distante, a 836 ± 19 parsecs.